# Konrad von Riden
Konrad von Riden (* vor 1530; † 21. Juli 1550 in Lübeck) war Ratsherr der Hansestadt Lübeck.

## Leben
Konrad von Riden war der letzte Lübecker Ratsherr, der 1530 vor dem Beginn der Zäsur der Wullenwever-Zeit im Wege der Selbstergänzung in den Lübecker Rat erwählt wurde. Im Juni 1532 verhandelte er als Gesandter der Stadt in Braunschweig wegen einer Bundeshilfe gegen König Christian II. von Dänemark. Im November 1532 verhandelte er im Auftrag des Lübecker Rates, wie auch der Ratsherr Hinrich Castorp, mit dem Domkapitel. Konrad von Riden bewohnte in Lübeck das Hausgrundstück Königstraße 97.